# Trachelospermum lucidum
Trachelospermum lucidum är en oleanderväxtart som först beskrevs av David Don, och fick sitt nu gällande namn av Julius Heinrich Karl Schumann. Trachelospermum lucidum ingår i släktet Trachelospermum och familjen oleanderväxter. Inga underarter finns listade i Catalogue of Life.